# Sinh vật kị khí bắt buộc

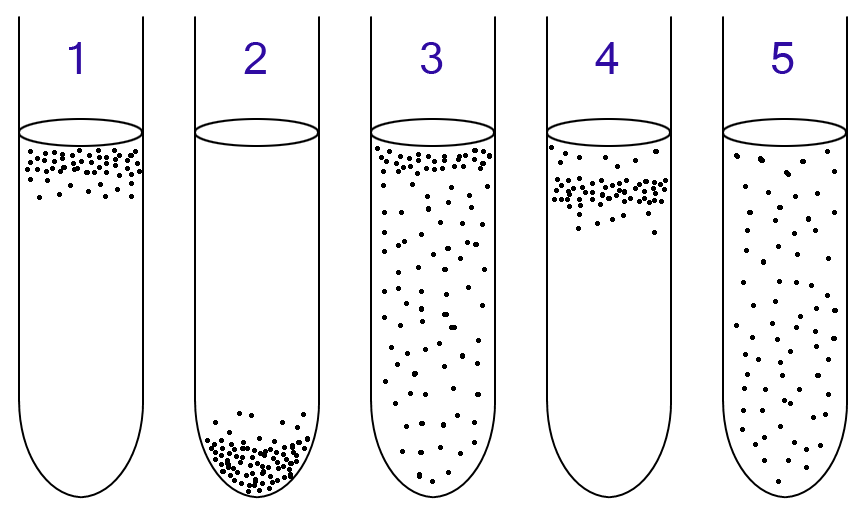
Vi khuẩn hiếu khí và kị khí có thể được xác định bằng cách nuôi cấy chúng trong các ống nghiệm của môi trường thioglycollate:
1: Hiếu khí bắt buộc cần oxy vì chúng không thể lên men hoặc hô hấp yếm khí. Chúng tập hợp ở đầu ống nơi nồng độ oxy cao nhất.
2: Kị khí bắt buộc bị nhiễm độc bởi oxy, vì vậy chúng tập trung ở đáy ống nơi nồng độ oxy thấp nhất. 3: Kỵ khí không bắt buộc có thể phát triển dù có hoặc không có oxy vì chúng có thể chuyển hóa năng lượng trên không hoặc yếm khí. Chúng tập trung chủ yếu ở phía trên vì hô hấp hiếu khí tạo ra nhiều ATP hơn cả quá trình lên men hoặc hô hấp kị khí. 4: Vi hiếu khí cần oxy vì chúng không thể lên men hoặc hô hấp yếm khí. Tuy nhiên, chúng bị nhiễm độc bởi nồng độ oxy cao. Chúng tập hợp ở phần trên của ống nghiệm nhưng không phải phần trên cùng. 5: Hiếu khí lơ lửng không cần oxy và không thể sử dụng nó ngay cả khi có mặt; chúng chuyển hóa năng lượng yếm khí. Tuy nhiên, không giống như động vật kị khí bắt buộc, chúng không bị nhiễm độc bởi oxy. Chúng có thể được tìm thấy trải đều trong ống nghiệm. Cả vi khuẩn kị khí không bắt buộc và kị khí sẽ trải qua quá trình lên men trong điều kiện không có oxy, nhưng vi khuẩn kị khí không bắt buộc sẽ chuyển sang chuyển hóa sang hiếu khí khi có oxy (hiện tượng được gọi là hiệu ứng Pasteur). Hiệu ứng Pasteur đôi khi được sử dụng để phân biệt giữa vi khuẩn kị khí và kị khí không bắt buộc, trong phòng thí nghiệm.

Sinh vật kị khí bắt buộc là các vi sinh vật bị giết bởi nồng độ oxy trong khí quyển bình thường (20,95% O2). Khả năng chịu oxy là khác nhau giữa các loài, một số có khả năng sống sót tới nồng độ oxy 8%, một số khác mất khả năng sống trừ khi nồng độ oxy nhỏ hơn 0,5%. Một sự phân biệt quan trọng cần phải được thực hiện ở đây giữa các vi khuẩn kị khí bắt buộc và các sinh vật vi hiếu khí. Sinh vật vi hiếu khí, giống như vi khuẩn kị khí bắt buộc, bị phá hủy bởi nồng độ oxy trong khí quyển bình thường. Tuy nhiên, sinh vật vi hiếu khí chuyển hóa năng lượng trên không, và bắt buộc các loài kị khí chuyển hoá năng lượng yếm khí. Do đó, sinh vật vi hiếu khí cần oxy (thường là 2-10% O2) để phát triển. Trong khi vi khuẩn kị khí thì không.

## Độ nhạy oxy
Độ nhạy oxy của các vi sinh vật kỵ khí bắt buộc đã được quy cho sự kết hợp của các yếu tố:
- Bởi vì phân tử oxy chứa hai electron lẻ ở bên ngoài quỹ đạo của nó, người ta sẵn sàng giảm superoxide O−
2) và hydro peroxide (H
2O
2) xuống trong các tế bào.[1] Các sinh vật hiếu khí sản xuất superoxide effutase và catalase để giải độc các sản phẩm này, nhưng bắt buộc vi khuẩn kỵ khí sản xuất các enzyme này với số lượng rất nhỏ, hoặc hoàn toàn không.[1][2][3][5] (Các biến đổi trong sự chịu đựng oxy của vi khuẩn kỵ khí bắt buộc (<0,5-8% O2) được cho là để phản ánh số lượng superoxide dismutase và catalase được sản xuất.[2][3])
- Oxy hòa tan làm tăng tiềm năng oxy hóa khử của dung dịch và tiềm năng oxy hóa khử cao ức chế sự phát triển của một số vi khuẩn kỵ khí bắt buộc.[3][5][6] Ví dụ, methanogens phát triển ở thế oxy hóa khử thấp hơn -0.3 V.[6]
- Sulfide là một thành phần thiết yếu của một số enzyme và oxy phân tử oxy hóa điều này để tạo thành disulfide, do đó làm bất hoạt một số enzyme (ví dụ nitrrogenase). Các sinh vật có thể không thể phát triển với các enzyme thiết yếu này sẽ bị vô hiệu hóa.[1][5][6]
- Tăng trưởng có thể bị ức chế do thiếu tương đương giảm cho sinh tổng hợp, vì các điện tử bị cạn kiệt trong việc giảm oxy.[6]

## Sự chuyển hoá năng lượng
Sự kỵ khí bắt buộc chuyển hóa năng lượng bằng hô hấp yếm khí hoặc lên men. Trong hô hấp hiếu khí, pyruvate được tạo ra từ quá trình đường phân được chuyển thành acetyl-CoA. Điều này sau đó được chia nhỏ thông qua chu trình TCA và chuỗi vận chuyển electron. Hô hấp kỵ khí khác với hô hấp hiếu khí ở chỗ nó sử dụng chất nhận electron khác với oxy trong chuỗi vận chuyển electron. Ví dụ về các chất nhận electron thay thế bao gồm sulfat, nitrat, sắt, mangan, thủy ngân và carbon monoxit.
Quá trình lên men khác với hô hấp yếm khí ở chỗ pyruvate được tạo ra từ quá trình glycolysis bị phá vỡ mà không có sự tham gia của chuỗi vận chuyển electron (tức là không có quá trình oxy hóa phosphoryl). Nhiều cách lên men tồn tại, ví dụ lên men axit lactic, lên men axit hỗn hợp, lên men 2-3 butanediol.
Năng suất năng lượng của quá trình hô hấp và lên men yếm khí (tức là số lượng phân tử ATP được tạo ra) ít hơn so với hô hấp hiếu khí. Đây là lý do tại sao sinh vật kỵ khí không bắt buộc, có thể chuyển hóa năng lượng cả trên cơ thể và yếm khí, ưu tiên chuyển hóa năng lượng trên không. Điều này có thể quan sát được khi vi khuẩn kị khí được nuôi cấy trong môi trường thioglycollate.

## Ví dụ
Ví dụ về các giống vi khuẩn kỵ khí bắt buộc bao gồm Actinomyces, Bacteroides, Clostridium, Fusobacterium, Peptostreptococcus, Porphyromonas, Prevotella, Propionibacterium và Veillonella. Các loài Clostridium là vi khuẩn hình thành nội bào tử, và có thể tồn tại ở nồng độ oxy trong khí quyển ở dạng không hoạt động này. Các vi khuẩn còn lại được liệt kê không hình thành nội bào tử.
Ví dụ về các giống nấm kỵ khí bắt buộc bao gồm nấm dạ cỏ Neocallimastix, Piromonas và Sphaeromonas.